# Cobra (manga)
Pour les articles homonymes, voir Cobra (homonymie).
Pour la série d'animation, voir Cobra (série télévisée d'animation).
Cobra (コブラ, Kobura) est un manga de Buichi Terasawa. Prépublié dans le magazine Weekly Shōnen Jump de l'éditeur Shueisha entre 1978 et 1984, il est compilé en 18 tomes. Il est publié en français à partir de 1998 aux éditions Dynamic Vision en 20 volumes, puis réédité chez Taifu comics en 2003 dans une édition plus petite et moins chère, la box convini, toujours en 20 volumes. Les éditions Black Box ont entamé fin 2015 une réédition en format deluxe et en 12 volumes.
Le personnage a été adapté en dessin animé (une série télévisée et un film d'animation).

## Synopsis
Dans un monde futuriste au cours d'une séance de rêve artificiel, un homme nommé Johnson retrouve la mémoire : il découvre qu'il est en réalité le mythique aventurier de l'espace (supposé mort) dénommé Cobra. Il s'aperçoit ensuite que son bras gauche dissimule un dispositif redoutable, le « rayon Delta » (ou Psychogun), une arme qu'il est le seul à posséder. 
Après avoir retrouvé son identité (mais ayant une nouvelle apparence, car il s'est fait modifier le visage), Cobra décide qu'il est temps pour lui de reprendre sa vie de corsaire de l'espace recherché par la Police galactique et les Pirates de l'espace. Aux côtés d'Armanoïde, sa fidèle coéquipière androïde à la personnalité et allure féminine, il parcourt l'espace à bord de son vaisseau spatial, l'un des plus rapides de la galaxie, en quête d'aventures, de richesses et de conquêtes féminines (son activité favorite). 
Au fil de ses nombreuses aventures, Cobra sera notamment confronté à ses anciens ennemis, les Pirates de l'espace — avec à leur tête le mystérieux Homme de verre, puis Salamandar, il tentera de retrouver le fabuleux trésor du capitaine Nelson (légué par ce dernier à ses trois ravissantes filles) et disputera une partie effrénée de Rugball (un mélange ultra-violent de baseball et de football américain) pour démasquer les activités d'un criminel.

## Publications

### Première série:Space Adventures Cobra
Cette première série a d'abord été éditée en 18 volumes noir et blanc chez Jump Comics au Japon. Elle fut rééditée en 10 volumes (Jump Comics Deluxe) en 1988, en 11 volumes (format livres de collection) en 1994 et en 12 volumes en 2000. En France, cette édition a été traduite chez Dynamic Vision à partir de 1998 en 20 volumes (les 18 premiers volumes de la première édition japonaises — le volume 9 (double album) a été divisé en 2 volumes —, plus le dernier volume de la deuxième édition japonaise), puis rééditée chez Taifu Comics en 4 coffrets de 5 volumes et, finalement, en 12 volumes chez Black Box  :
1. Le Retour de Cobra (1. 復活!コブラ - Fukkatsu ! Cobra, Résurrection ! Cobra, 1979)
2. Le Secret de Nelson (2. イレズミの女 - Irezumi no Onna, La Femme tatouée, 1979)
3. L'Arme absolue (3. 最終兵器の謎 - Saishûeiki no nazo, Le Mystère de l'arme ultime, 1980)
4. Le Secret du Psycho Gun (4. 雷電の惑星 - Raiden no wakusei, La Planète du tonnerre, 1980)
5. Rugball ! (5. ラグ・ボール - Rug-ball, Rug-ball, 1980)
6. Le Marchand de mort (6. 海底の墓標 - Kaitei no bohyô, La Tombe au fond de l'océan, 1980)
7. La Forteresse sous-marine (7. 暗黒街の友 - Ankokugai no tomo, Les Amis des bas-fonds, 1981)
8. La Déesse de Cid (8. シドの女神 - Cid no megami, La Déesse de Cid, 1981)
9. Le Roi Dragon Noir (9. 黒竜王 - Kokuryûô, Le Roi Dragon Noir, 1981)
10. Black Buillet (9. 黒竜王 - Kokuryûô, Le Roi Dragon Noir, 1981)
11. Interspace 66 (10. 異次元レース - Ijigen race, La Course d'une autre dimension, 1982)
12. La Porte dorée (11. 黄金の扉 - Ôgon no tobira, La Porte dorée, 1982)
13. L'Œil de Dieu (12. 神の瞳 - Kami no hitomi, L'Œil de dieu, 1982)
14. Mandrade (13. マンドラド - Mandorado, Les Mandrades, 1983)
15. Les Six guerriers I (14. 六人の勇士 - Rokunin no yûshi, Les Six héros, 1983)
16. Les Six guerriers II (15. その名はミスティー - Sono na wa Misty, Son nom est Misty, 1984)
17. Les Croisés de l'Enfer I (16. 闇と光の対決 - Yami to hikari no taiketsu, La Confrontation des ténèbres et de la lumière, 1984)
18. Les Croisés de l'Enfer II (17. 地獄の十字軍 - Jigoku no jûjigun, Les Croisés de l'enfer, 1985)
19. Les Croisés de l'Enfer III (18. ブラック・ソード・ゼロ - Black Sword Zero, Black Sword Zero, 1985)
20. Le Chevalier légendaire (11. 聖なる騎士伝説 - Seinaru kishi densetsu, La Légende du chevalier sacré, 1988)

Une édition de luxe est adaptée en français depuis 2008 :
1. L'arme absolue

### Deuxième série:Cobra The Space Pirate
En 1995, une deuxième série en couleur a débuté au Japon. C'est Taifu Comics qui l'édite en français depuis 2007.
1. The Psychogun I
2. The Psychogun II
3. Legend of Mandrad
4. Galaxy Nights
5. Thunderbolt Star
6. Time Drive
7. On The Battlefield
8. Blue Rose
9. Secret of Sword
10. Golden Gate
11. Magic Doll I
12. Magic Doll II
13. God's Eyes
14. Darkness God
15. Salamandar - partie 1
16. Salamandar - partie 2

Volume hors-série :
1. The Space Pirate : Le Rugball (Édition spéciale)

## Histoires
Les différentes histoires de Cobra sont réparties dans les différents volumes selon l'ordre choisi par l'édition, certains volumes peuvent contenir plus d'une histoire, d'autres seulement une partie.
1. Le retour de Cobra
2. Les Faucons des Neiges
3. L'Arme Absolue
4. Le Génie de l'Espace
5. De l'or en barre
6. Le secret du psychogun
7. Planète du tonnerre
8. L'invité souterrain
9. Le Rug Ball
10. Les deux sergents
11. Que diriez-vous d'un petit robot
12. Le marchand de mort
13. La forteresse sous-marine
14. La déesse de Cid
15. Le roi Dragon Noir
16. Black Bullet
17. La course interdimentionnelle
18. Or et Diamants
19. La porte dorée
20. L'œil de Dieu
21. Les Mandrades
22. La légende des beautés errantes
23. L'ascension du mont Kagero
24. Les six héros légendaires
25. Les Croisés de l'Enfer
26. Le Chevalier Légendaire
27. Le retour de Cobra
28. The Psychogun

## Adaptations

### Films d'animation
- 1982 : Cobra, le film (Space・Adventure コブラ) de Osamu Dezaki. Ce film d'animation est très différent de la série, dans le sens où Cobra semble ne pas vraiment maîtriser l'action.

Il reprend plus ou moins l'histoire des trois sœurs Royal (la saga de L'Arme Absolue) avec celle de La Porte Dorée, et un peu Le Marchand de Mort : trois sœurs portant un tatouage sont les seules à pouvoir contrôler la trajectoire d'une planète, Myras. Lord Necron (Crystal boy dans le manga ou l'homme de verre dans la série française) prend l'une de ces sœurs, Catherine, sous son influence pour provoquer la collision de Myras avec une autre planète...

### Série animée
- 1982 : Cobra. Série de 31 épisodes qui est sur certains points différente du manga.

1. Le réveil
2. Zahora
3. L'Homme de Verre
4. L'évasion
5. Le piège
6. Le voleur de cerveaux
7. La vengeance
8. Le duel
9. Les créatures des Neiges
10. La solution
11. Le triomphe de Sandra
12. L'arme suprême
13. La roulette de la mort
14. Un très mauvais génie
15. Une vieille promesse
16. Un sport dangereux
17. Les affreux
18. La partie commence
19. Une belle
20. La mer de sable
21. Un roi de trop
22. Les Zombos
23. Menace sous la mer
24. La révolte des robots
25. Cobra est mort
26. En pleine guerre
27. Salamandar
28. La revanche de Cobra
29. Les retrouvailles
30. Tous contre Salamandar
31. A bientôt Cobra...

- 2009 et 2010 : Une nouvelle série d'animation de 13 épisodes a été réalisée pour la télévision[3].

1. La clé de Shiva
2. La porte dorée
3. La ville sans étoiles
4. Le fantôme de la Cité d'Or
5. La légende des belles errantes
6. L'ascension du Mont Mirage
7. Vers le sommet
8. Les Mandrades
9. Black Bullet
10. Galaxy Nights
11. Le 13e homme
12. Le démon du temple
13. Un souvenir lointain

### OAV
- 2008 et 2009 : Cobra - The Animation. Série de 6 OAV adaptés de la série couleur de 1995[3].

Cette série de 6 OAV est divisée en 2 parties :
- Cobra - The Animation :  The PsychoGun : série de 4 OAV en 2008 et 2009.

Nouvelle série animée créée pour les 30 ans de Cobra.
- Cobra - The Animation :  Time Drive : série de 2 OAV en 2009.

Une mini-série retraçant la première rencontre entre Cobra et sa compagne Lady Armanoïde.

### Jeu vidéo
La société Microïds développe une adaptation en jeu vidéo intitulé Space Adventure Cobra - The Awakening de type action platformer. La sortie est prévue pour le 26 août 2025 sur PlayStation 5, Xbox Séries, Nintendo Switch et PC. Plusieurs scènes de l'animé sont intégrées dans le jeu mais il n'a pas été confirmé que les voix originales aient été conservées dans cette adaptation.

## Inspirations
Pour le personnage de Cobra, Buichi Terasawa s'est inspiré de Jean-Paul Belmondo,. Le dessinateur, étant un fan de l'acteur français, n'a pas seulement prêté les traits physiques de Bébel à Cobra. Il a aussi donné à son personnage certains traits de son caractère dans ses films : charmeur, toujours prêt à emballer une jolie fille, garde toujours un sang-froid teinté d'ironie dans toute situation, un peu grande gueule aussi. Quant à l'apparence de Cobra avant sa chirurgie, elle est basée sur le visage d'Alain Delon.

## Projet d’adaptation
En 2014, est annoncé un film sur Cobra réalisé par Alexandre Aja. Mais, en 2018 le réalisateur annonce l'annulation du projet.[réf. souhaitée]

### Documentation
- Kara, « L'As des Japs », BoDoï, no 47,‎ décembre 2001, p. 88.
- Reyda Seddiki, « Quand le Cobra se pique de fessiers tricolores », BoDoï, no 16,‎ février 1999, p. 17.